# Youssef Rossi
Youssef Rossi (Casablanca, 28 juni 1973) is een Marokkaans voormalig profvoetballer. Hij speelde doorgaans als verdediger. Rossi speelde 36 interlands voor het Marokkaans voetbalelftal.

## Clubcarrière
Rossi begon zijn loopbaan in 1993 bij Raja Casablanca. Hij speelde hierna in Frankrijk bij Stade Rennais (1997/99). In 1999 speelde hij vier wedstrijden bij N.E.C., dat hem voor een jaar gehuurd had van Rennes. Rossi maakte indruk maar kreeg een zware blessure aan de kniebanden. In 2000 ging hij naar Dunfermline Athletic in Schotland. Vanaf december 2003 tot medio 2004 kwam Rossi wederom uit voor Raja Casablanca. Vanaf 2004 speelde hij bij Al-Khor in Qatar waar hij in 2007 zijn loopbaan beëindigde.

## Interlandcarrière
Rossi is veelvoudig Marokkaans international en nam met Marokko deel aan het Wereldkampioenschap voetbal in 1998 in Frankrijk en de African Cup of Nations 1998. In januari 2013 werd hij sportief directeur bij Raja Casablanca.

## Erelijst
- Marokkaans kampioen: 1996, 1997, 2004
- Beker van Marokko: 1996
- CAF Champions League: 1997
- CAF Supercup
  - finalist: 1997
- Arabische Champions League
  - finalist: 1997
- Qatar Crown Prince Cup: 2005